# P.S. I Love You
P.S. I Love You är en amerikansk film från 2007. I Sverige hade den premiär den 15 februari 2008. Den är regisserad av Richard LaGravenese som ligger bakom filmer som Broarna i Madison County. 

## Handling
Gerry (Gerard Butler) och Holly (Hilary Swank) Kennedy är ett lyckligt par som bor på Lower East Side av Manhattan ända tills Gerry råkar ut för en hjärntumör och avlider. Djupt förtvivlad drar sig Holly tillbaka från sin familj och vänner tills de överraskar henne på hennes 30-årsdag. De är fast beslutna att tvinga den unga änkan att se mot framtiden och ta tag i sin karriär. Medan de hjälper till att organisera hennes lägenhet levereras en tårta och ett meddelande från Gerry. Det visar sig vara det första av flera, där alla avslutas med P.S. I Love You, som han har ordnat att de kommer levereras till henne efter hans död. Allt eftersom årstiderna flyter förbi fyller varje nytt brev henne med uppmuntran och skickar henne på nya äventyr. Hollys mamma Patricia (Kathy Bates) och hennes bästa vänner Denise (Lisa Kudrow) och Sharon (Gina Gershon) är oroade att Gerrys brev håller kvar Holly i det förflutna och försöker få henne att se framåt.
Gerry hade anordnat så att Holly, Denise och Sharon skulle få åka till hans hemland Irland. Medan de är där möter de William (Jeffrey Dean Morgan), en sångare som påminner Holly om henne avlidna make och det visar sig att han och Gerry var kompisar sen barnsben. Under semestern avslöjar Denise att hon är förlovad och Sharon att hon är gravid. Nyheterna gör att Holly får ett emotionellt återfall.
Till slut börjar Holly på en modekurs och upptäcker att hon har en fallenhet för att designa damskor. Det nyfunna självförtroendet gör att hon kan komma ur ensamheten och vara glad för sina vänners skull. Hon bestämmer sig för att ta sin mamma på en resa till Irland, där hon återförenas med William, och när filmen slutar lämnas publiken med en känsla av att deras förhållande kan vara på väg att bli seriösare.

## Produktion
I En konversation med Cecilia Ahern, en del av bonusinnehållet på DVD:n, diskuterar författaren av originalromanen amerikaniseringen av sin historia – som egentligen handlar om Irland – för filmens ändamål och hennes tillfredsställelse angående ändringar i handlingen av manusförfattaren/regissören Richard LaGravenese. 
Den filmades i New York och County Dublin och County Wicklow på Irland.
Soundtracket innehåller "Love You 'til the End" och "Fairytale of New York" av The Pogues, "Got Me Like Oh" av Gia Farrell, "In the Beginning" av The Stills, "No Other Love" av Chuck Prophet, "The Last Train Home" av Ryan Star, "Rewind" av Paolo Nutini, "My Sweet Song" av Toby Lightman, "If I Ever Leave This World Alive" av Flogging Molly och "Same Mistake" av James Blunt. 
Under premiärhelgen gick filmen upp på 2 454 biografer i USA, spelade in $6 481 221 och rankades #6 första veckan. Totalt har filmen dragit in $53 695 808 i USA och $91 370 273 utomlands, vilket ger totala biografintäkter på $145 066 081.

## Rollista
- Hilary Swank - Holly Reilly Kennedy
- Gerard Butler - Gerry Kennedy
- Lisa Kudrow - Denise Hennessey
- Harry Connick Jr. - Daniel Connelly
- Gina Gershon - Sharon McCarthy
- Jeffrey Dean Morgan - William "Billy" Gallagher
- Kathy Bates - Patricia Reilly
- James Marsters - John McCarthy
- Nellie McKay - Ciara Reilly
- Dean Winters - Tom
- Anne Kent - Rose Kennedy
- Brian McGrath - Martin Kennedy
- Sherie Rene Scott - Barbara